# Balcerowicz-plan

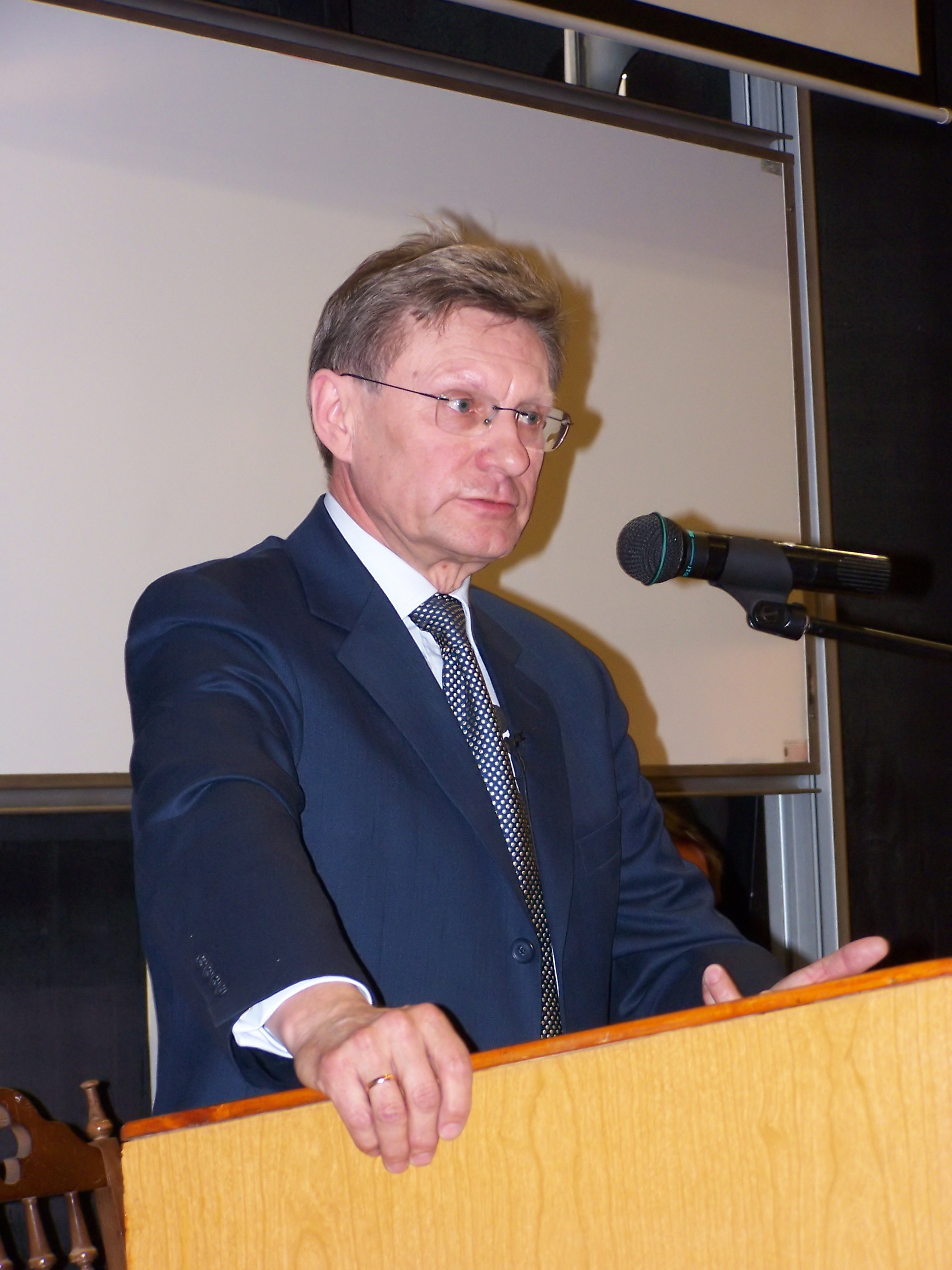
Leszek Balcerowicz

Het Balcerowicz-plan (Pools: Plan Balcerowicza), ook schoktherapie genoemd, was een methode voor een snelle omvorming van een communistische economie, gebaseerd op staatseigendom van productiemiddelen en centrale planning, naar een kapitalistische markteconomie. Het plan is genoemd naar zijn auteur, de Poolse minister en econoom Leszek Balcerowicz. Het plan werd effectief uitgevoerd in 1989 in Polen.

## Achtergrond
Na 45 jaar communistisch bestuur was de Poolse economie totaal ongeschikt om in een kapitalistische wereldmarkt te functioneren. De inflatie bereikte 639,6% en bleef maar stijgen. De meerderheid van de staatsbedrijven waren inefficiënt en technologisch verouderd. Hoewel er haast geen werkloosheid was in Polen, waren de lonen laag en de tekorteconomie leidde zelfs tot gebrek aan basisgoederen in de winkels. Na de nederlaag van de communistische regering bij de verkiezingen van 4 juni 1989, werd het duidelijk dat het regime zijn legitimiteit verloren had.
De onofficiële besprekingen in Magdalenka en daarna de rondetafelgesprekken van 1989 maakten een vreedzame machtsoverdracht aan de democratisch verkozen regering mogelijk. Oorspronkelijk was afgesproken dat de regering zou worden gevormd door Tadeusz Mazowiecki samen met de oppositie en de presidentszetel zou worden toegewezen aan generaal Wojciech Jaruzelski, ex-leider van de Poolse Verenigde Arbeiderspartij.

## Het plan
In september 1989 werd een commissie van experten gevormd onder leiding van Leszek Balcerowicz, minister van financiën, en econoom. Onder de leden van de commissie waren ook: Jeffrey Sachs, Stanisław Gomułka, Stefan Kawalec en Wojciech Misiąg. De commissie bereidde een plan van ingrijpende hervormingen voor die een snelle omschakeling van Polen naar een kapitalistische economie naar het voorbeeld van West-Europa en de Verenigde Staten mogelijk moest maken.
Op 6 oktober werd het programma voorgesteld op de nationale televisie en in december keurde de Sejm een pakket van elf wetten goed dat op 31 december door de president werd ondertekend. Daardoor werd onder andere:
- mogelijk dat staatsbedrijven failliet gaan
- verboden de staat te financieren door bijkomend geld te drukken
- voorkeursbehandeling voor staatsbedrijven afgeschaft
- de intrestvoet gekoppeld aan de inflatie
- de Popiwekbelasting ingevoerd met als doel excessieve loonsverhogingen bij staatsbedrijven in te dijken om hyperinflatie te beperken
- de taxatie voor alle bedrijven geüniformiseerd, waardoor het niet meer mogelijk was bij administratieve beslissing private bedrijven extra belastingen op te leggen
- de mogelijkheid geopend voor buitenlandse bedrijven en personen om te investeren in Polen en de winsten te exporteren
- de omwisselbaarheid van de złoty geregeld
- het staatsmonopolie op buitenlandse handel afgeschaft
- een uniform douanetarief ingevoerd voor alle bedrijven
- de opdracht van werkloosheidsagentschappen gedefinieerd
- een bescherming voor werknemers van staatsbedrijven tegen massale ontslagen ingevoerd
- het recht op werkloosheidsvergoeding geregeld

Eind december werd het plan goedgekeurd door het IMF. Dit was belangrijk omdat de staatsschuld van Polen bij buitenlandse banken en overheden was opgelopen tot 42 miljard dollar (64,8% van het BBP) in 1989. Het IMF keurde een stabilisatiefonds van 1 miljard dollar en een bijkomende kredietlijn goed. Vervolgens kende de Wereldbank bijkomende kredieten toe, vooral voor de modernisering van de exportmogelijkheden. Andere regeringen volgden.

## Gevolgen

### Positieve gevolgen
Het door het parlement goedgekeurde pakket hervormingen bepekte de invloed van de overheid op de economie drastisch. Het plan annuleerde de prijscontrole over heel wat producten, waardoor de prijs door de markt werd bepaald in plaats van door het Bureau voor Statistiek. De binnenlandse schuld werd drastisch beperkt, onder andere door de subsidies voor steenkool, elektriciteit en petroleum te verlagen.
Aanvankelijk leek de sociale kost van de hervormingen extreem hoog: ongeveer 1,1 miljoen werknemers van overheidsbedrijven werden werkloos. De inflatie was niet onder controle, maar desondanks raakte de Poolse economie op goede weg en tegen 1992 waren reeds 600.000 nieuwe bedrijven opgericht, die werk verschaften aan ongeveer 1,5 miljoen Polen.
De meeste economen zijn het erover eens dat zonder deze schoktherapie die voordelen op korte termijn opgaf voor groei op lange termijn, Polen vandaag een veel armer land zou zijn. De economische groei tussen 1989 en 2000 was de hoogste van alle voormalige communistische economieën.

### Negatieve gevolgen
Sommige politici waren zeer kritisch voor de hervormingen en Balcerowicz moest vele politieke aanvallen doorstaan. Andrzej Lepper, leider van de populistische Zelfverdedigingspartij (Samoobrona), had als slogan Balcerowicz musi odejśc ("Balcerowicz moet weg").
De golf van faillissementen in de inefficiënte staatsbedrijven dreef 20% van de Polen in de werkloosheid. De drastische omwenteling was het grootst in landelijke gebieden, die volledig gecollectiviseerd waren naar staatslandbouwbedrijven. Er wordt evenwel op gewezen dat het hier eigenlijk om werkloosheid zou gaan die voorheen door het communistisch maatschappijmodel verborgen bleef. 